# 비텔스바흐가
비텔스바흐가(Haus Wittelsbach)는 바이에른과 그리스에서 왕을 배출한 가문이다.

## 역사
프리드리히 1세 바르바로사가 바이에른의 팔츠 궁정백인 비텔스바흐 가의 오토에게 바이에른 공작령을 증여받았고, 이후 비텔스바흐 왕가가 시작된다. 신성로마제국 황제를 겸하기도 했으며, 그리스 독립시 런던 회의에서 루트비히 1세의 차남인 오톤을 그리스의 국왕으로 선출하면서 그리스의 국왕도 배출했다. 1918년, 독일 제국이 제1차 세계 대전에서 패전하자, 비텔스바흐의 바이에른 왕국은 종말을 고한다.

## 비텔스바흐 왕가

#### 바이에른 공작 및 팔츠 백작
- 오토 1세 (1180년-1183년)
- 루트비히 1세 (1183년-1231년)
- 오토 2세 (1231년-1253년)

바이에른은 오토 2세 이후, 오버바이에른과 니더바이에른으로 나뉜다.

#### 니더바이에른 공작 및 헝가리 왕(1305-1308)
- 하인리히 1세 (1253년-1290년)
- 오토 3세 (1290년-1312년)
- 하인리히 14세 및 오토 헨리 4세 및 15세 (1312년-1339년)
- 요한 하인리히 1세 (1339년-1340년)

#### 오버바이에른 공작 및 팔츠 백작
- 루트비히 2세 (1253년-1294년)

#### 오버바이에른 공작
- 루돌프 1세 (1294년-1317년)
- 루트비히 4세 (?-1328년)

#### 신성로마제국 황제 및 통합 바이에른 공작
- 루트비히 4세 (1328년-1347년)

루트비히 4세가 오버바이에른과 니더바이에른을 통합하지만, 그의 사후 바이에른은 3개의 공작령으로 다시 나뉜다.

#### 스트라우빙과 네덜란드 백작
- 빌헬름 1세 (1347년-1388년)
- 알브레히트 1세와 알브레히트 2세 (1347년-1404년)
- 빌헬름 2세 (1404년-1417년)
- 요한 3세 (1404년-1425년)

#### 티롤 백작, 브란덴부르크 선제후
- 루트비히 5세 (1347년-1351년)
- 루트비히 6세 (1351년-1365년)
- 오토 5세 (1365년-1371년)
- 메인하드

#### 니더바이에른 공작 및 랜더슈타트 통치자
- 슈테판 3세 (1347년-1375년)

#### 바이에른 잉골슈타트 공작
- 슈테판 3세 (1375년-1413년)
- 루트비히 7세 (1413년-1443년)
- 루트비히 8세 (1443년-1445년)

#### 바이에른 랜더슈타트 공작
- 프리드리히 (1375년-1393년)
- 하인리히 16세 (1393년-1450년)
- 루트비히 9세 (1450년-1479년)
- 게오르크 (1479년-1503년)

#### 바이에른 뮌헨 공작
- 요한 2세 (1375년-1397년)
- 에른스트 (1397년-1438년)
- 빌헬름 3세 (1397년-1435년)
- 아돌프 (1435년-1441년)
- 알브레히트 3세 (1438년-1460년)
- 요한 4세 (1460년-1463년)
- 지크문트 (1463년-1467년)
- 알브레히트 4세 (1465년-1505년)

#### 바이에른 재통합 후 공작
1506년, 장자상속원칙에 따라서 바이에른은 다시 하나로 통합된다.
- 알브레히트 4세 (1505년-1508년)
- 빌헬름 4세 (1508년-1550년)
- 알브레히트 5세 (1550년-1579년)
- 빌헬름 5세 (1579년-1597년)
- 막시밀리안 1세 (1597년-1651년)
- 페르디난트(1651년-1679년)
- 막시밀리안 2세(1679년-1726년)
- 카를 알브레히트(1726년-1742년)

#### 신성로마제국 황제 및 독일 황제, 보헤미아 왕(1741년~1743년), 바이에른 공작
- 카를 7세 알베르트 (1742년-1745년) - 선출황제.

#### 바이에른 공작
- 막시밀리안 3세 엠마누엘 (1745년-1777년)
- 카를 테오도어 (1777년-1799년)
- 막시밀리안 1세 요제프 (1799년-1805년)

#### 바이에른 왕
- 막시밀리안 1세 요제프 (1805년-1825년)
- 루트비히 1세 (1825년-1848년)
- 막시밀리안 2세 (1848년-1864년)
- 루트비히 2세 (1864년-1886년)
- 오토 (1886년-1913년)
- 루트비히 3세 (1913년-1918년)

#### 그리스의 왕
- 오톤 (1832년-1862년) : 1862년 폐위 후, 바이에른으로 망명. 1867년 사망.

### 비텔스바흐 가문의 수장
- 루트비히 3세 (1918년-1921년)
- 루프레히트 폰 바이에른 왕세자 (1921년-1955년)
- 알브레히트 폰 바이에른 (1955년-1996년)
- 프란츠 폰 바이에른 (1996년-현재)

## 같이 보기
- 소행성